# Музей помидора
Музей помидора (итал. Museo del pomodoro) — музей в итальянском городе Коллеккьо, посвящённый производству и переработке томатов в провинции Парма. Музей был открыт 25 сентября 2010 года во время научной конференции «Томаты в Парме: история, предпринимательство и вкус».

## Здание музея
Первые документальные свидетельства о здании, в котором расположен музей, относятся к 1187 году, когда старый амбар был передан бенедиктинскому женскому монастырю Святого Павла. В собственности монастыря помещение оставалось до 1810 года. Долина реки Таро, где расположено здание, играла между двенадцатым и четырнадцатым веками стратегическую роль — по ней проходила Виа Франчигена (Via Francigena), дорога, связывавшая Рим и Францию. Из-за своего выгодного расположения, рядом с бродом через реку Таро, здание использовалось в военных целях. До 1960-х годов в здании располагалась фабрика по производству консервированных помидоров. Комплекс исторических зданий перешел в общественную собственность в 1998 году, был реконструирован к 1999 году, как часть регионального Парка реки Таро.

## Экспозиция
Музейная экспозиция состоит из семи тематических разделов:
- история томатов
- развитие переработки томатов в Парме
- технологии переработки
- готовая продукция и упаковка
- промышленное производство
- основные профессии на фабрике
- помидор в мировой культуре

Экспонатами музея являются теплицы, уборочные машины, инструменты, удобрения, упаковочные материалы — все, что используется для выращивания, сбора, хранения и обработки томатов. Музей располагает большой коллекцией документов, рекламных плакатов, картин, книг, посвященных помидору. Кроме того, в музее собрано множество рецептов блюд из помидоров — от закусок до десертов.